# Landgerichtsgefängnis Arnsberg

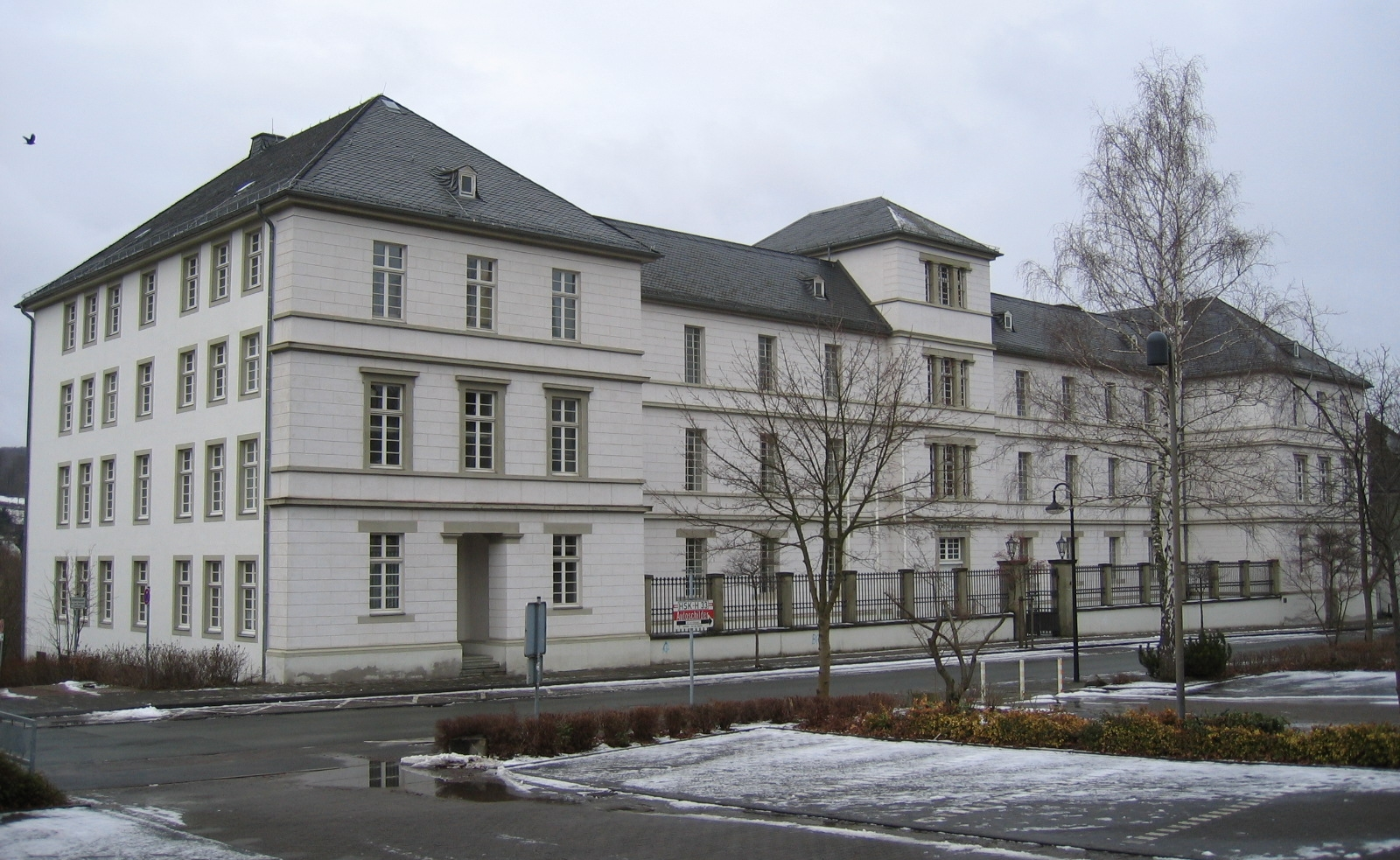
Ansicht Eichholzstrasse

Das ehemalige Landgerichtsgefängnis (zeitgenössisch auch Inquisitoriatsgebäude oder Kriminal- und Gerichtsgebäude genannt) in Arnsberg wurde als gemeinsamer Bau für Gefängnis und Stadtgericht in den 1830er Jahren erbaut. Die Funktion als Gefängnis hat der Bau seit längerem verloren, dient aber weiter als Amtsgericht Arnsberg und als Sitz des Arbeitsgerichts Arnsberg.

## Baugeschichte
Bis dahin waren die Gefangenen im dafür in den 1780er Jahren erbauten Zuchthaus untergebracht. Dort befand sich seit 1816 aber auch der Sitz des Arnsberger Regierungspräsidenten. Die Situation für die Gefangenen war dort so schlecht, dass sie zeitweise in das Gefängnis in Hamm gebracht wurden. Ein Neubau war somit unumgänglich.
Der Bau entstand im Zusammenhang mit der Stadterweiterung nach dem Beginn der preußischen Herrschaft über das Herzogtum Westfalen. Es lag am Rande des als „Klassizismusviertels“ bekannten Erweiterungsquartiers damals noch am Rand der Stadt. Die Pläne des Baumeisters Friedrich August Ritter wurden von der Oberbaudeputation unter Friedrich Schinkel stark beeinflusst. Die Grundsteinlegung fand 1832 statt. Der Bau wurde allerdings erst 1836 fertig gestellt. Der klassizistische Bau lehnte sich an Vorbilder aus der französischen Palastarchitektur an. Dazu gehörte ein Mittelrisalit, Corps de logis, Flügelbauten, Ehrenhof mit Gittern. Aber auch spätere Entwicklungen wurden aufgegriffen.
Der Bau erlitt während des Zweiten Weltkrieges erhebliche Schäden. Der Südflügel wurde 1957 im „Wohnhausstil“ neu errichtet. Das Gefängnis mit bis zu 70 Plätzen war bis in die 1970er Jahre in Betrieb. Im Jahr 1983 wurde der Bau in die Denkmalliste der Stadt Arnsberg aufgenommen. Abgesehen von der stadtbildprägenden Bedeutung spielte dafür auch eine Rolle, dass es eins der letzten Gebäude war, das für Gericht und Gefängnis zusammen geplant wurde. Seit 1842 wurden Gefängnisse in Preußen getrennt von den Gerichten gebaut.
Das Gebäude machte nach Ende der Nutzung als Gefängnis zunehmend einen unansehnlichen Eindruck. Erste Maßnahmen zur Renovierung und Wiederannäherung an den ursprünglichen Charakter fanden in den 1980er Jahren statt. Mit erheblichen Finanzaufwand wurden die Umbau- und Restaurierungsmaßnahmen bis in die späten 1990er Jahre fortgesetzt. Unter anderem fand man dabei unter dem Putz ein Wandbild eines Christus in einer Herde weißer Schafe. Eine ehemalige Zelle wurde restauriert. Unter anderem sind Graffiti der früheren Gefangenen erhalten. Hinzu kam ein Anbau nach Westen. Dabei verschwand der frühere Gefängnishof. Seit 2012 ist im Nordflügel auch das Arbeitsgericht Arnsberg untergebracht.